# Lake Washington Ship Canal
Het Lake Washington Ship Canal is een kanaal dat tussen het zoetwatermeer Lake Washington en de zoutwaterbaai Shilshole Bay loopt. Het kanaal is 13,85 km lang en werd gegraven tussen 10 november 1911 en 1934. Het Lake Washington Ship Canal verbindt Salmon Bay, Lake Union, Portage Bay en Union Bay met elkaar. In het oosten van het kanaal liggen sluizen. Deze heten de "Mirram M. Chittenden Locks".

## Geschiedenis
De kolonist Thomas Mercer bedacht na 1850 dat het handig zou zijn om een kanaal tussen Lake Washington en de Shilshole Bay te bouwen. Hij stelde op 4 juli 1854 tijdens een dorpsfeest voor om het huidige Lake Union, "Union" te noemen. De aanleg van het Lake Washington Ship Canal begon pas op 10 november 1911. Nog voordat het kanaal af was, werden op 4 juli 1917 de Mirram M. Chttenden Locks en het kanaal geopend. Het Lake Washington Ship Canal was uiteindelijk af in 1934.

## Mirram M. Chittenden Locks
Om het verschil in waterniveau te overbruggen waren schutsluizen noodzakelijk. Hiervoor werden de Hiram M. Chittenden Locks, of Ballard Locks, aangelegd. De sluisdeuren werden in juli 1912 voor het eerst gesloten. De toevoer van zout zeewater uit de Puget Sound werd hierdoor geblokkeerd en het water van de Salmon Bay werd zoet. Het eerste schip passeerde op 3 augustus 1916 de sluizen. Het complex bestaat uit twee sluiskolken, de kleine is 45,7 meter lang en 9,1 meter breed, de grote kamer heeft een lengte van 120 meter en is 24 meter breed. Naast de sluis ligt een overlaat om het teveel aan water af te voeren. Voor de vissen is een vistrap aangelegd. Het maximale hoogteverschil voor en achter de sluizen is 8 meter.

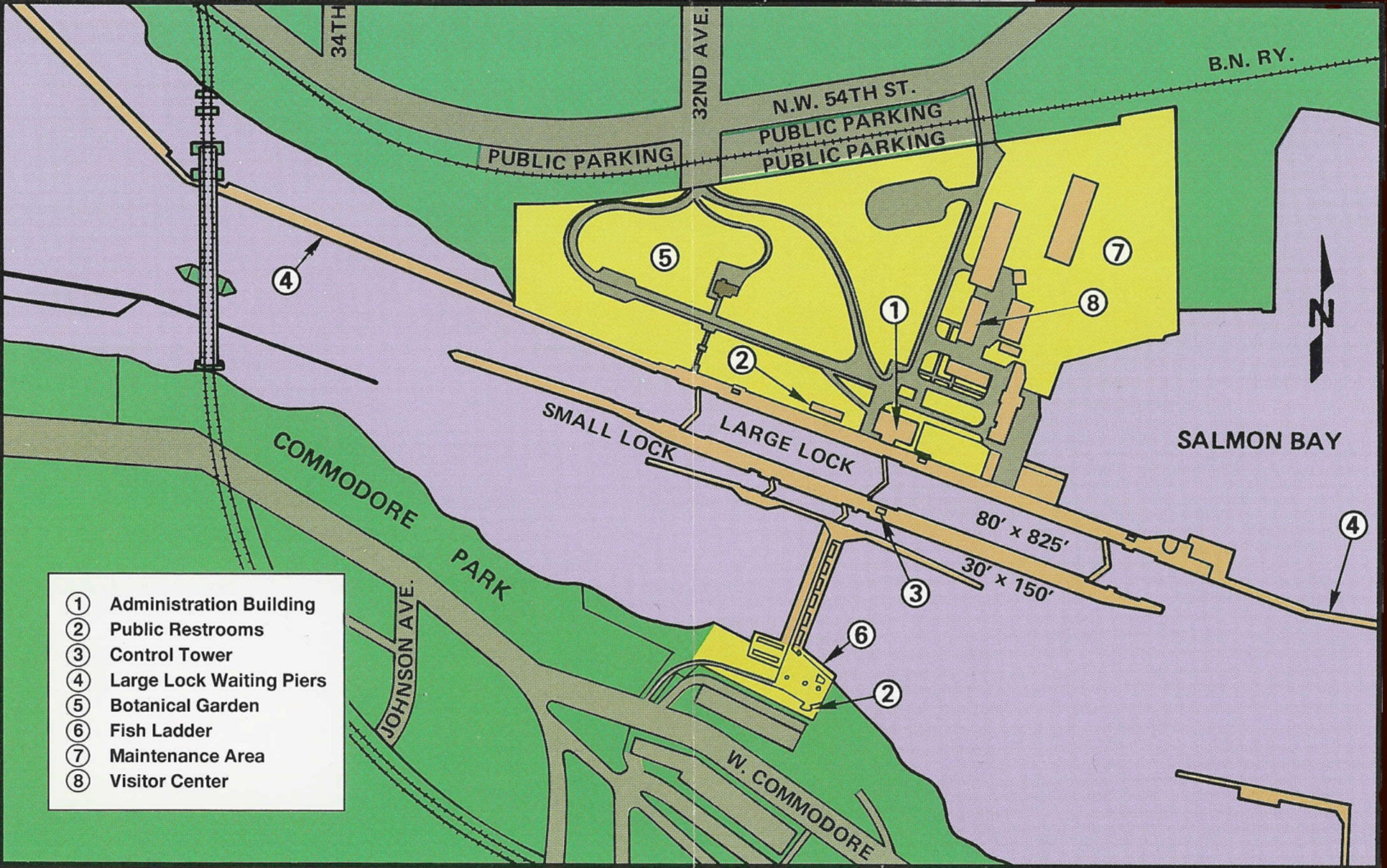
Overzichtskaart sluizencomplex
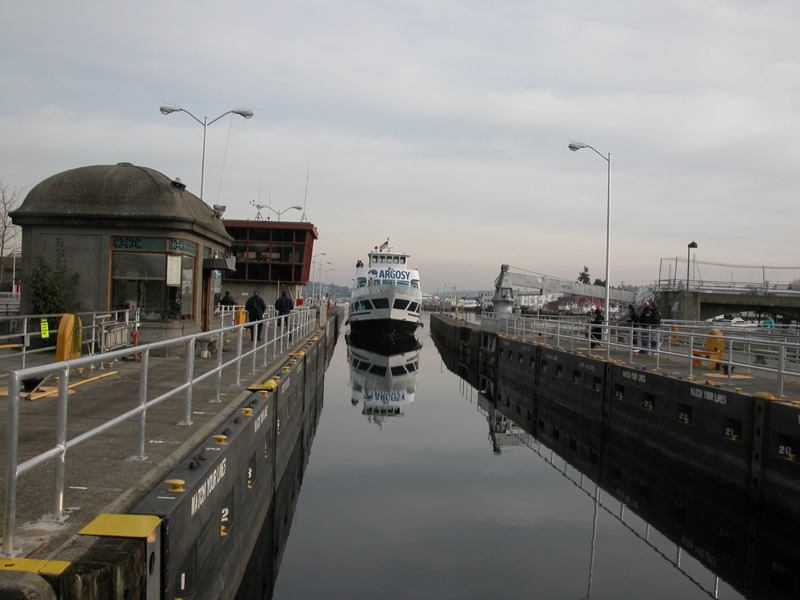
Schip vaart kleine sluis binnen
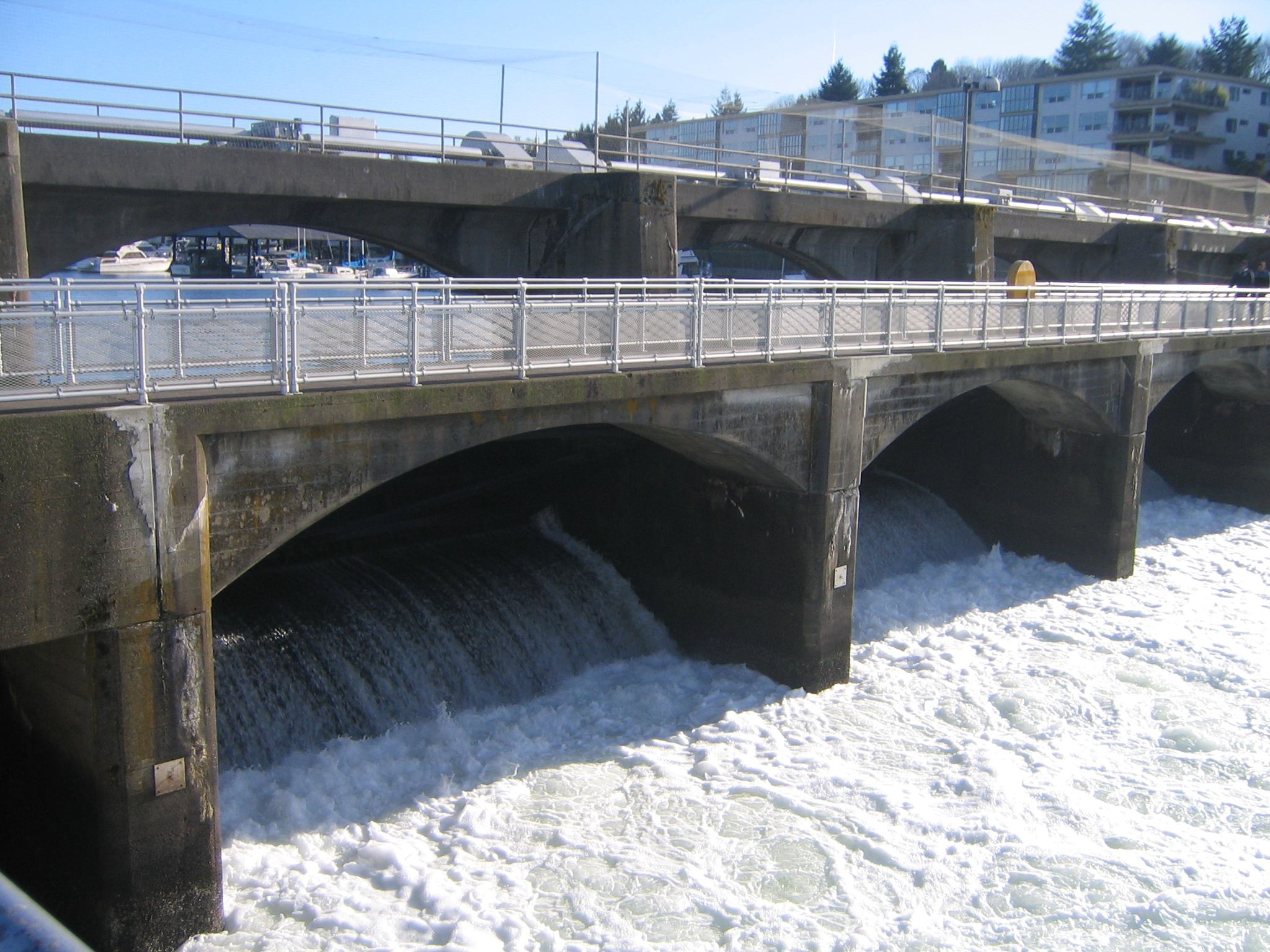
Overlaat
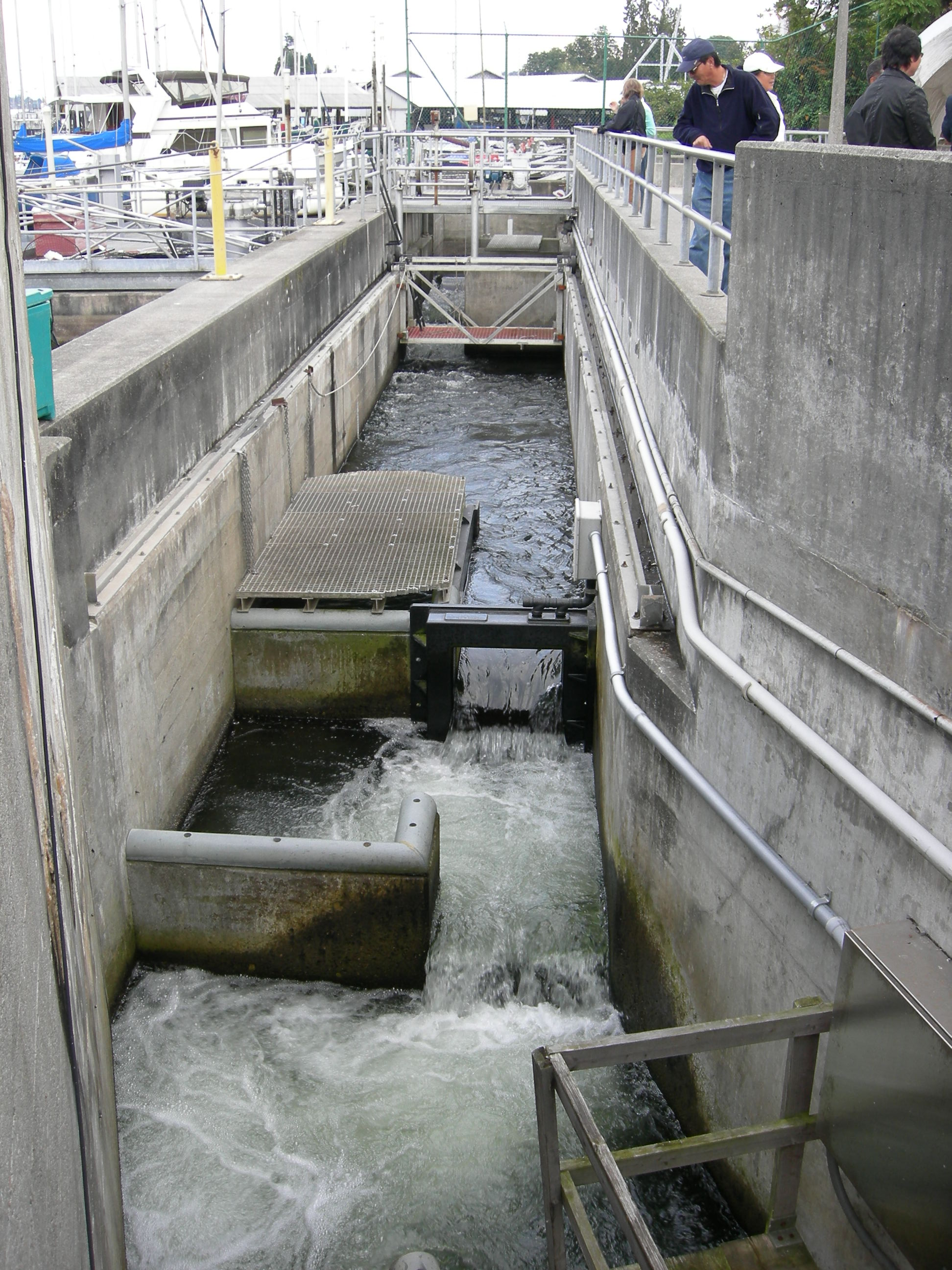
Vistrap